# 푸에르토코르테스

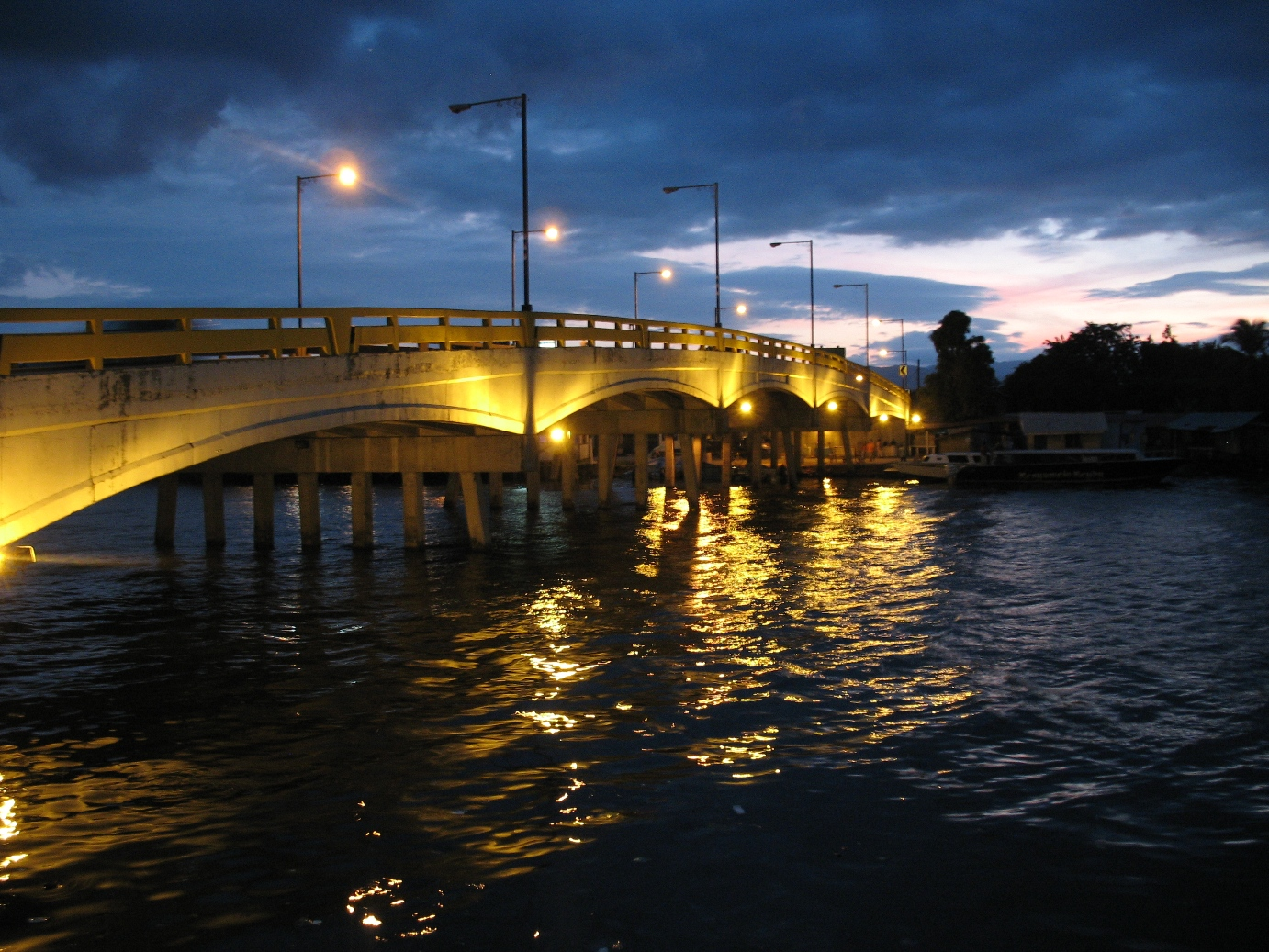
푸에르토코르테스에 있는 다리

푸에르토코르테스(스페인어: Puerto Cortés)는 온두라스 코르테스주의 도시로 면적은 391km2, 인구는 126,009명(2015년 기준)이다. 카리브해 북부 연안에 위치한 항구 도시로서 20세기에는 철도 노선의 개통, 바나나 재배로 인해 크게 성장했다.